# Ischenrode
Ischenrode is een dorp in de gemeente Gleichen in het landkreis Göttingen in 
Nedersaksen in Duitsland. Ischenrode ligt aan de Uerdinger Linie, in het traditionele gebied van de Nederduitse dialect Oostfaals. Ischenrode ligt tussen Bremke en Lichtenhagen.